# Laurent Sciarra
Laurent Michel Sciarra (Nice, 8 de agosto de 1973) é um basquetebolista profissional francês aposentado que atua como técnico e durante a Temporada 2014-2014 treinou o  clube SPO Rouen Basket na Liga Francesa de Basquetebol.
Durante sua carreira na Seleção Francesa de Basquetebol conquistou a Medalha de Prata nos Jogos Olímpicos de Verão de 2000 em Sydney.